# Stay the Night (bài hát của Zedd)
"Stay the Night" là một bài hát của nhà sản xuất nhạc electronic dance Đức / Nga Zedd, từ phiên bản deluxe edition (2013) của album phòng thu đầu tay của Zedd, Clarity (năm 2012). Nó gồm giọng hát Hayley Williams, ca sĩ chính của ban nhạc rock Mỹ Paramore. Bài hát được viết bởi Zedd, Williams, Benjamin Eli Hanna, và Carah Faye. "Stay the Night" đã được phát hành bởi các nhà bán lẻ kỹ thuật số vào ngày 10 tháng 9 năm 2013 thông qua Interscope Records như đĩa đơn đầu tiên từ Clarity: Deluxe Edition.

## Danh sách bài hát
| Tải nhạc số | Tải nhạc số                                    | Tải nhạc số |
| STT         | Nhan đề                                        | Thời lượng  |
| ----------- | ---------------------------------------------- | ----------- |
| 1.          | "Stay the Night" (hợp tác với Hayley Williams) | 3:37        |

| Đĩa đơn CD | Đĩa đơn CD                                 | Đĩa đơn CD |
| STT        | Nhan đề                                    | Thời lượng |
| ---------- | ------------------------------------------ | ---------- |
| 1.         | "Stay the Night" (album version)           | 3:37       |
| 2.         | "Stay the Night" (Zedd & Kevin Drew Remix) | 4:03       |

| Tải nhạc số - EP | Tải nhạc số - EP                              | Tải nhạc số - EP |
| STT              | Nhan đề                                       | Thời lượng       |
| ---------------- | --------------------------------------------- | ---------------- |
| 1.               | "Stay the Night" (DJ Snake Remix)             | 5:06             |
| 2.               | "Stay the Night" (Tiesto's 'Club Life' Remix) | 5:22             |
| 3.               | "Stay the Night" (Schoolboy Remix)            | 6:40             |
| 4.               | "Stay the Night" (Nicky Romero Remix)         | 5:37             |
| 5.               | "Stay the Night" (Henry Fong Remix)           | 4:08             |

| Stay the Night (Zedd & Kevin Drew Remix) | Stay the Night (Zedd & Kevin Drew Remix)   | Stay the Night (Zedd & Kevin Drew Remix) |
| STT                                      | Nhan đề                                    | Thời lượng                               |
| ---------------------------------------- | ------------------------------------------ | ---------------------------------------- |
| 1.                                       | "Stay the Night" (Zedd & Kevin Drew Remix) | 4:03                                     |

| Stay the Night (Zedd & Kevin Drew Extended Remix) | Stay the Night (Zedd & Kevin Drew Extended Remix)   | Stay the Night (Zedd & Kevin Drew Extended Remix) |
| STT                                               | Nhan đề                                             | Thời lượng                                        |
| ------------------------------------------------- | --------------------------------------------------- | ------------------------------------------------- |
| 1.                                                | "Stay the Night" (Zedd & Kevin Drew Extended Remix) | 4:48                                              |

## Xếp hạng và chứng nhận
| Bảng xếp hạng (2013–14)                         | Vị trí cao nhất |
| ----------------------------------------------- | --------------- |
| Anh Quốc (OCC)                                  | 2               |
| Anh Quốc Dance (OCC)                            | 2               |
| Áo (Ö3 Austria Top 40)                          | 12              |
| Ba Lan (Polish Airplay Top 100)                 | 6               |
| Bỉ (Ultratip Flanders)                          | 10              |
| Bỉ (Ultratip Wallonia)                          | 14              |
| Canada (Canadian Hot 100)                       | 20              |
| Cộng hòa Séc (Rádio Top 100)                    | 15              |
| Trường songid là BẮT BUỘC CHO BẢNG XẾP HẠNG ĐỨC | 15              |
| Hà Lan (Single Top 100)                         | 85              |
| Hoa Kỳ Billboard Hot 100                        | 18              |
| Hoa Kỳ Adult Pop Airplay (Billboard)            | 23              |
| Hoa Kỳ Dance Club Songs (Billboard)             | 1               |
| Hoa Kỳ Dance/Mix Show Airplay (Billboard)       | 1               |
| Hoa Kỳ Latin Pop Songs (Billboard)              | 33              |
| Hoa Kỳ Pop Airplay (Billboard)                  | 6               |
| Hoa Kỳ Rhythmic (Billboard)                     | 18              |
| Ireland (IRMA)                                  | 8               |
| Na Uy (VG-lista)                                | 19              |
| New Zealand (Recorded Music NZ)                 | 20              |
| Phần Lan (Suomen virallinen lista)              | 15              |
| Slovakia (Rádio Top 100)                        | 82              |
| Thụy Điển (Sverigetopplistan)                   | 47              |
| Thụy Sĩ (Schweizer Hitparade)                   | 56              |
| Úc (ARIA)                                       | 11              |
| Ý (FIMI)                                        | 13              |

| Bảng xếp hạng (2014)                 | Vị trí |
| ------------------------------------ | ------ |
| UK Singles (Official Charts Company) | 91     |
| Canada (Canadian Hot 100)            | 87     |
| Đức (Media Control Charts)           | 99     |
| Hoa Kỳ Billboard Hot 100             | 94     |

| Quốc gia | Chứng nhận | Số đơn vị/doanh số chứng nhận |
| --- | ---------- | ----------------------------- |
| Anh Quốc (BPI) | Bạc        | 200.000^                      |
| Hoa Kỳ (RIAA) | Bạch kim   | 1.000.000‡                    |
| Thụy Điển (GLF) | Bạch kim   | 20.000‡                       |
| Úc (ARIA) | Bạch kim   | 70.000^                       |
| Ý (FIMI) | Vàng       | 15.000‡                       |
| Streaming |            |                               |
| Đan Mạch (IFPI Đan Mạch) | Vàng       | 1.300.000^                    |
| * Chứng nhận dựa theo doanh số tiêu thụ. ^ Chứng nhận dựa theo doanh số nhập hàng. ‡ Chứng nhận dựa theo doanh số tiêu thụ và phát trực tuyến. |            |                               |

## Lịch sử phát hành
| Quốc gia | Ngày                | Định dạng                    |
| -------- | ------------------- | ---------------------------- |
| Mỹ       | 10 tháng 9 năm 2013 | Tải nhạc số                  |
| Mỹ       | 8 tháng 10 năm 2013 | Đài phát thanh hit đương đại |
| Mỹ       | 4 tháng 11 năm 2013 | EP remix nhạc số             |
| Anh      | 9 tháng 2 năm 2014  | Tải nhạc số                  |